# پاکت بوکس
پاکت بوکز انتشاراتی است که زیر مجموعه انتشارات سایمون اند شوستر است که در درجه اول کتاب‌های شومیز را منتشر می‌کند.